# Joe Barton
Pour les articles homonymes, voir Barton.
Joe Linus Barton est un homme politique américain né le 15 septembre 1949 à Waco (Texas). Membre du Parti républicain, il est élu du Texas à la Chambre des représentants des États-Unis de 1985 à 2019.

## Biographie
Joe Barton est originaire de Waco, dans le comté texan de McLennan. Il est diplômé de l'université A&M du Texas et de l'université Purdue. Homme d'affaires, il travaille au début des années 1980 pour le secrétaire à l'Énergie James B. Edwards.
En 1984, il se présente à la Chambre des représentants des États-Unis dans le 6e district du Texas, dans la banlieue de Dallas. Le représentant sortant, Phil Gramm, est candidat au Sénat. Barton remporte la primaire républicaine avec 10 voix d'avance et est élu représentant avec 57 % des voix. Il est réélu en 1986 avec 56 % des suffrages. De 1988 à 2004, il est réélu tous les deux ans avec plus de 65 % des voix. En 1993, il tente sans succès d'obtenir l'investiture républicaine pour devenir sénateur. Il arrive en effet troisième de la primaire républicaine.
Depuis 2006, il est constamment réélu avec des scores compris entre 58 et 66 % des suffrages. Durant les 108e et 109e congrès, il préside la commission de la Chambre sur l'énergie et le commerce.
En novembre 2017, une photographie dénudée de Joe Barton est dévoilée sur le réseau social Twitter. L'élu présente ses excuses et affirme que l'image a été échangée lors d'une ancienne relation, alors qu'il était séparé de son épouse. Une enquête est ouverte, Barton ayant peut-être été victime de revenge porn,. Barton annonce être toujours candidat à sa réélection en 2018 mais une partie des républicains locaux souhaitent le voir se retirer et un candidat se présente face à la lui pour l'investiture républicaine. Le 30 novembre, il renonce à se présenter à nouveau mandat. Il était alors le plus ancien membre de la délégation du Texas au Congrès.